# بریت اکلاند
بریت اکلاند یا بریت ایکلاند (به سوئدی: Britt Ekland) (زادهٔ ۶ اکتبر ۱۹۴۲) هنرپیشه، خواننده و نویسندهٔ اهل سوئد است. او از سال ۱۹۵۹ تاکنون مشغول فعالیت بوده‌است.
از فیلم‌هایی که اکلاند در آن‌ها نقش داشته‌است می‌توان به کارتر را بگیرید، شکار روباه، مرد حصیری، شب بی‌پایان، رسوایی و مردی با طپانچهٔ طلایی اشاره کرد.
اکلاند علاوه بر بازیگری، به‌خاطر زندگیِ مشترکِ پرسروصدا با پیتر سلرز بین سال‌های ۱۹۶۴ تا ۱۹۶۸ مشهور است. خودزندگی‌نامهٔ او با عنوانِ بریت واقعی که در سال ۱۹۸۰ منتشر شد، از کتاب‌های پرفروش زمانِ خود بود.